# Arno Babadjanian
Arno Babadjanian, en arménien : Առնո Բաբաջանյան, en russe : Арно Арутюнович Бабаджанян, né le 22 janvier 1921 à Erevan et mort le 11 novembre 1983 à Moscou, est un compositeur et pianiste arménien soviétique.

## Biographie

### Études et premières compositions
De père mathématicien de profession et flûtiste de musique traditionnelle arménienne, Babadjanian débute vers l'âge de 5 ans, en s'amusant sur le piano du jardin d'enfants. Aram Khatchatourian, lors d'une visite pédagogique, lui recommande d'étudier la musique après l'avoir entendu chanter en battant la mesure.
En 1928, il entre au conservatoire d'Erevan, dans le groupe des enfants ayant des facilités musicales. Il écrit sa première composition, la Valse des Pionniers, à neuf ans. Il se révèle doué d'une excellente mémoire et très bon lecteur à vue. Au piano, il est encouragé pour la qualité de son interprétation et pour sa finesse technique. À 12 ans, il gagne le premier prix du Concours national des jeunes musiciens de la République d'Arménie.
Il étudie de 1936 à 1938 avec Barkhoudarian, compositeur arménien. Il entre ensuite à l'école de musique de Gnesin, où il étudie le piano avec Vissarion Chebaline. Il est rapidement remarqué, et continue ses études au Conservatoire de Moscou. Constantin Igoumnov, son professeur de piano, lui fait particulièrement étudier Bach, Rachmaninov, Beethoven et Chopin. Il étudie également avec Heinrich Litinsky, de la Maison de la culture arménienne de Moscou.
Babadjanian est diplômé de piano et de composition en 1948. Il retourne en Arménie et enseigne au conservatoire d'Erevan de 1950 à 1956. C'est là qu'il compose, en 1950, la Ballade Héroïque pour piano et orchestre, qui sera récompensée par le Prix Staline en 1951, et la Rhapsodie arménienne pour deux pianos (avec Alexandre Arutiunian). L'année suivante, il écrit son Trio avec piano en fa dièse mineur qu'il enregistrera avec David Oïstrakh au violon et Sviatoslav Knouchevitski au violoncelle.

### Carrière
Ses influences sont diverses, et incluent jazz, rock 'n' roll, musique classique et musique traditionnelle arménienne.
Il gagne en notoriété après avoir écrit la chanson titre du film The Song of First Love (en), en 1958. Ce morceau devient populaire et est diffusé à la radio arménienne. Il écrit alors plusieurs chansons avec des poètes tels que Evtouchenko, Rojdestvenski, Voznessenski, ou Bella Akhmadoulina. Plus tard, il collabore également avec le chanteur Muslim Magomayev, pour plusieurs enregistrements. Muslim Magomayev a d'ailleurs repris plusieurs de ses chansons dont Svadba (Свадьба, Le Mariage), Loutchchiï gorod Zemli (Лучший город Земли, La Meilleure Ville du monde) ou Blagadaryou tebya (Благодарю тебя, Je te remercie).
Il devient membre du Parti communiste en 1956. La même année, on lui décerne l'ordre du Drapeau rouge du Travail.
En 1959, il compose un concerto pour violoncelle dédié à Mstislav Rostropovitch. En 1965, il écrit Six images pour piano. Il se voue ensuite à l'enseignement ainsi qu'à son activité de concertiste.
Il est distingué Artiste du Peuple de la République socialiste soviétique d'Arménie en 1962, puis, Artiste du peuple de l'URSS en 1971. En 1981, il reçoit l'ordre de Lénine.
L'artiste meurt des suites d'une leucémie le 11 novembre 1983. Il est inhumé au cimetière central d'Erevan.

## Œuvres principales

### Œuvres pour piano

#### pour piano solo
- Prélude (1938)
- Vagharshapat dance (1943)
- Impromptu (1944)
- Sonate polyphonique (1946, révisée en 1956)
- Capriccio (1951)
- Six Tableaux (1963–64)
- Poème (1965)
- Méditation (1969)
- Mélodie et Humoresque (1970)
- Élégie, en mémoire d'Aram Khatchaturian (1978)

#### pour deux pianos
(composées avec Alexandre Arutiunian)
- Dance (début des années 1940)
- Rhapsodie arménienne (1950)
- Pièces festives pour deux pianos et percussions (1960)

### Œuvres de musique de chambre
- Quatuor à cordes n°1 (1938)
- Quatuor à cordes n°2 (1947?)
- Trio avec piano en fa dièse mineur (1952)
- Sonate pour violon et piano (1959)
- Air et danse pour violoncelle (1961)
- Quatuor à cordes n°3 (1976)

### Œuvres orchestrales
- Poème-rhapsodie (1954, révisée en 1980)
- Marche de la police soviétique (1977)

#### Concertos
- Concerto pour piano (1944)
- Concerto pour violon (1948)
- Ballade Héroïque pour piano et orchestre (1950)
- Concerto pour violoncelle (1962)

#### Pièces de ballet
- Parvana (Парвана) (1954–56; incomplète, probablement perdue)
- Pas-de-deux (Па-де-де)
- Stellar Symphony (Звездная симфония) (début des années 1960)
- Umbrellas (Зонтики)
- Sensation (Сенсация)

#### Pièces pour orchestre de scène
- Nocturne, pièce de concert pour piano et orchestre (1980)
- Dreams, pièce de concert pour piano et orchestre (1982)

### Musiques de film
- Looking for the addressee (В поисках адресата) (1955)
- Path of thunder (Тропою грома) (1956)
- Personally known (Лично известен) (1957)
- The Song of First Love (en) (Песня первой любви) (1958)
- La Fiancée venue de l'autre monde (Жених с того света) (1958)
- Bride from the North (Невеста с севера) (1975)
- My heart is in the Highlands (В горах мое сердце) (1975)
- Baghdasar's divorce (Багдасар разводится с женой) (1976)
- Chef contest (Приехали на конкурс повара) (1977)
- The flight starts from the Earth (Полет начинается с земли) (1980)
- The mechanics of happiness (Механика счастья) (1982)

### Chansons (plus de 200 au total) - sélection
- "Nocturne" ("Ноктюрн")
- "Bring me back the music" ("Верни мне музыку")
- "Beauty queen" ("Королева красоты")
- "Wedding" ("Свадьба")
- "Best city in the world" ("Лучший город Земли"), interprétée à l'origine par Jean Tatlian et rendue populaire par Muslim Magomayev
- "Grateful to you" ("Благодарю тебя")
- "Ferris wheel" ("Чертово колесо")
- "Heart on snow" ("Сердце на снегу")
- "The blue taiga" ("Голубая тайга")
- "Dum spiro, spero" ("Пока я помню, я живу")

## Honneurs, prix et distinctions
- 1935 - Deux Premiers Prix pour deux chansons dédiées au 15e anniversaire de l'Arménie soviétique
- 1937 - Premier Prix pour la meilleure performance du Thème et variations pour piano op. 72 d'Alexandre Glazounov au Conservatoire d'Erevan
- 1939 - Premier prix pour la meilleure performance d'œuvres de compositeurs soviétiques
- 1945 - Médaille "pour la déférence du Caucase"
- 1945 - Médaille "pour travail valeureux"
- 1947 - Second Prix pour le Concerto pour piano au Premier Festival international de la jeunesse et des étudiants à Prague
- 1951 - Prix Staline, troisième classe, pour la Ballade Héroïque pour piano et orchestre
- 1953 - Deuxième Prix pour la chanson "Fly Aloft the Friendship Banner" au Deuxième Festival international de la jeunesse et des étudiants à Bucarest
- 1956 - Ordre du Drapeau rouge du Travail
- 1956 - Artiste émérite de la RSS d'Arménie
- 1962 - Artiste du peuple d'Arménie
- 1967 - Prix de la RSS d'Arménie pour les Six Tableaux pour piano solo
- 1971 - Artiste du peuple de l'URSS
- 1973 - Prix du meilleur compositeur pour la chanson "Ferris wheel" au Second Festival de musique de Tokyo
- 1973 - Citoyen honorable de deux villes du Texas
- 1981 - Ordre de Lénine
- 1983 (posthume) - Prix de la RSS d'Arménie pour la bande originale du film "Mechanics of happiness"

Un astéroïde, 9017 Babadzhanyan, a été nommé d'après lui.

## Monument

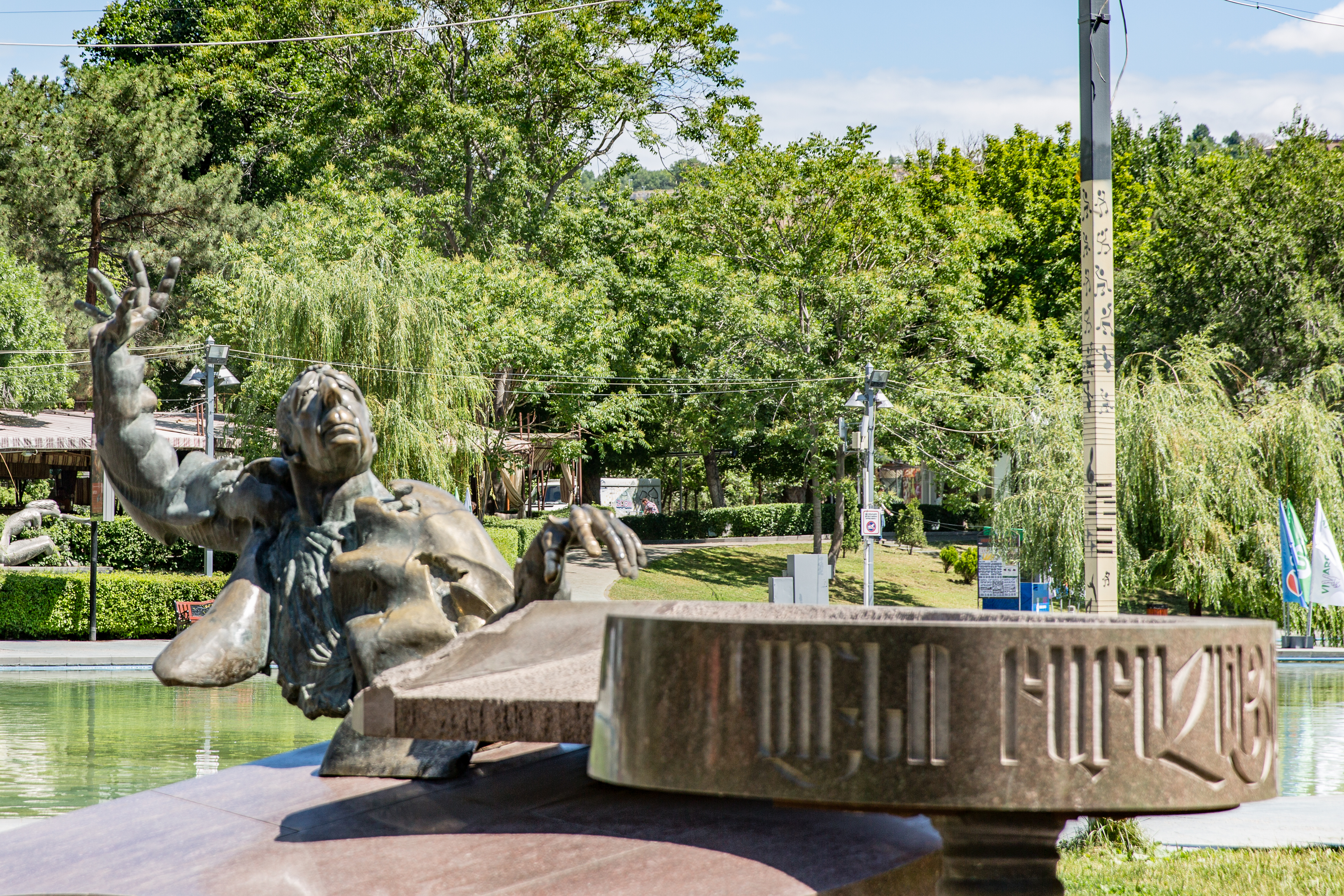
Monument à l'effigie d'Arno Babadjanian.

En septembre 2002, un monument a été érigé à Erevan en hommage à Babajanian. Il s'agit d'une statue le représentant jouant du piano. Cette statue est sujette à controverse en raison de choix artistiques effectués par le sculpteur.

## Discographie
- Arno Babadjanyan, Composer and pianist ; œuvres pour piano solo et avec orchestre, dont la pièce "Dreams" avec orchestre, Russian Compact Disc (RCD), 1995
- Babadjanian: Piano Trio / Violin Sonata ; Ani Kavafian (violon), Avo Kuyumjian (piano), Suren Bagratuni (violoncelle), Marco-Polo, 1998
- The Return : Prélude, Mélodie, Élégie et Vagharshapat et danse (avec un programme Rachmaninov) ; Raffi Besalyan (piano), (Enregistré du 29 avril au 1er mai 2014), SACD Dorian (Sono Luminus DSL-92187), 2015 (OCLC 929652429)
- Trio avec piano en fa dièse mineur (avec le Trio avec piano de Tchaïkovski) ; Vadim Gluzman (violon), Johannes Moser (violoncelle), Eugeny Sudbin (piano), SACD Bis, 2020 - Diapason d'or
- Complete Original Works for piano solo ; Hayk Melikyan (piano), Grand Piano, 2014
- Ballade héroïque (avec le Concerto pour piano n°2 de Rachmaninov) ; Jean-Paul Gasparian (piano), Berner Symphoniorchester dirigé par Stefan Blunier, Claves Records, 2022